# Мон-рас
Мон-рас (кат. Mont-ras, вимова літературною каталанською [mon'ras]) - муніципалітет, розташований в Автономній області Каталонія, в Іспанії. Код муніципалітету за номенклатурою Інституту статистики Каталонії - 171100. Знаходиться у районі (кумарці) Баш-Ампурда (коди району - 10 та BM) провінції Жирона, згідно з новою адміністративною реформою перебуватиме у складі Баґарії (округи) Жирона. 

## Назва муніципалітету
Назва муніципалітету походить від лат. monte rasu - "гола гора".

## Населення
Населення міста (у 2007 р.) становить 1.859 осіб (з них менше 14 років - 15,5%, від 15 до 64 - 71,2%, понад 65 років - 13,2%). У 2006 р. народжуваність склала 13 осіб, смертність - 10 осіб, зареєстровано 4 шлюби. У 2001 р. активне населення становило 789 осіб, з них безробітних - 43 особи.
Серед осіб, які проживали на території міста у 2001 р., 1.170 народилися в Каталонії (з них 907 осіб у тому самому районі, або кумарці), 404 особи приїхали з інших областей Іспанії, а 102 особи приїхали з-за кордону.
Вищу освіту має 6,5% усього населення.
У 2001 р. нараховувалося 520 домогосподарств (з них 12,7% складалися з однієї особи, 19,2% з двох осіб,23,1% з 3 осіб, 30,2% з 4 осіб, 10,6% з 5 осіб, 2,3% з 6 осіб, 1,2% з 7 осіб, 0,6% з 8 осіб і 0,2% з 9 і більше осіб).
Активне населення міста у 2001 р. працювало у таких сферах діяльності : у сільському господарстві - 4,2%, у промисловості - 14,3%, на будівництві - 23,7% і у сфері обслуговування - 57,8%. 
У муніципалітеті або у власному районі (кумарці) працює 428 осіб, поза районом - 580 осіб.

### Безробіття
У 2007 р. нараховувалося 53 безробітних (у 2006 р. - 50 безробітних), з них чоловіки становили 43,4%, а жінки - 56,6%.

## Економіка

### Підприємства міста

#### Промислові підприємства
| \| Промислові підприємства міста, за сферою діяльності \| Промислові підприємства міста, за сферою діяльності \| Промислові підприємства міста, за сферою діяльності \| \| Рік \| 2002 р. \| 2001 р. \| \| --------------------------------------------------- \| --------------------------------------------------- \| --------------------------------------------------- \| \| Енергетичні та водні ресурси \| 5,9% \| 6,2% \| \| Хімія та метали \| 23,5% \| 25% \| \| Переробка металів \| 29,4% \| 25% \| \| Продукти харчування \| 5,9% \| 6,2% \| \| Текстиль \| 0% \| 0% \| \| Виробництво меблів, видання \| 17,6% \| 18,8% \| \| Інше \| 17,6% \| 18,8% \| \| Усього підприємств \| 17 \| 16 \| |         |         |
| Промислові підприємства міста, за сферою діяльності |         |         |
| Рік | 2002 р. | 2001 р. |
| Енергетичні та водні ресурси | 5,9%    | 6,2%    |
| Хімія та метали | 23,5%   | 25%     |
| Переробка металів | 29,4%   | 25%     |
| Продукти харчування | 5,9%    | 6,2%    |
| Текстиль | 0%      | 0%      |
| Виробництво меблів, видання | 17,6%   | 18,8%   |
| Інше | 17,6%   | 18,8%   |
| Усього підприємств | 17      | 16      |

#### Роздрібна торгівля
| \| Підприємства роздрібної торгівлі міста, за сферою діяльності \| Підприємства роздрібної торгівлі міста, за сферою діяльності \| Підприємства роздрібної торгівлі міста, за сферою діяльності \| \| Рік \| 2002 р. \| 2001 р. \| \| ------------------------------------------------------------ \| ------------------------------------------------------------ \| ------------------------------------------------------------ \| \| Продукти харчування \| 28,1% \| 32,1% \| \| Одяг та взуття \| 12,5% \| 14,3% \| \| Товари для дому \| 25% \| 21,4% \| \| Книги та періодичні видання \| 0% \| 0% \| \| Промислова хімічна продукція \| 6,2% \| 7,1% \| \| Продукція, пов'язана з транспортними засобами \| 12,5% \| 10,7% \| \| Інше \| 15,6% \| 14,3% \| \| Усього підприємств \| 32 \| 28 \| |         |         |
| Підприємства роздрібної торгівлі міста, за сферою діяльності |         |         |
| Рік | 2002 р. | 2001 р. |
| Продукти харчування | 28,1%   | 32,1%   |
| Одяг та взуття | 12,5%   | 14,3%   |
| Товари для дому | 25%     | 21,4%   |
| Книги та періодичні видання | 0%      | 0%      |
| Промислова хімічна продукція | 6,2%    | 7,1%    |
| Продукція, пов'язана з транспортними засобами | 12,5%   | 10,7%   |
| Інше | 15,6%   | 14,3%   |
| Усього підприємств | 32      | 28      |

#### Сфера послуг
| \| Підприємства міста, що працюють у сфері послуг, за діяльністю \| Підприємства міста, що працюють у сфері послуг, за діяльністю \| Підприємства міста, що працюють у сфері послуг, за діяльністю \| \| Рік \| 2002 р. \| 2001 р. \| \| ------------------------------------------------------------- \| ------------------------------------------------------------- \| ------------------------------------------------------------- \| \| Гуртова торгівля \| 24,6% \| 24,6% \| \| Готелі та готельний бізнес \| 24,6% \| 23,1% \| \| Транспорт та зв'язок \| 9,2% \| 9,2% \| \| Посередницькі фінансові послуги \| 0% \| 0% \| \| Послуги підприємствам \| 0% \| 0% \| \| Послуги фізичним особам \| 30,8% \| 32,3% \| \| Нерухомість та ін. \| 10,8% \| 10,8% \| \| Усього підприємств \| 65 \| 65 \| |         |         |
| Підприємства міста, що працюють у сфері послуг, за діяльністю |         |         |
| Рік | 2002 р. | 2001 р. |
| Гуртова торгівля | 24,6%   | 24,6%   |
| Готелі та готельний бізнес | 24,6%   | 23,1%   |
| Транспорт та зв'язок | 9,2%    | 9,2%    |
| Посередницькі фінансові послуги | 0%      | 0%      |
| Послуги підприємствам | 0%      | 0%      |
| Послуги фізичним особам | 30,8%   | 32,3%   |
| Нерухомість та ін. | 10,8%   | 10,8%   |
| Усього підприємств | 65      | 65      |

## Житловий фонд
У 2001 р. 1,3% усіх родин (домогосподарств) мали житло метражем до 59 м2, 14,4% - від 60 до 89 м2, 36,5% - від 90 до 119 м2 і
47,7% - понад 120 м2.

З усіх будівель у 2001 р. 26,2% було одноповерховими, 73% - двоповерховими, 0,8
% - триповерховими, 0% - чотириповерховими, 0% - п'ятиповерховими, 0% - шестиповерховими,
0% - семиповерховими, 0% - з вісьмома та більше поверхами.

## Автопарк
| \| Автомобілі, зареєстровані у місті, за призначенням \| Автомобілі, зареєстровані у місті, за призначенням \| Автомобілі, зареєстровані у місті, за призначенням \| \| Рік \| 2006 р. \| 2005 р. \| \| -------------------------------------------------- \| -------------------------------------------------- \| -------------------------------------------------- \| \| Приватні автомобілі \| 60,6% \| 62,1% \| \| Мотоцикли \| 14,4% \| 12,5% \| \| Вантажівки \| 23,4% \| 23,6% \| \| Трактори \| 0% \| 0,2% \| \| Автобуси та ін. \| 1,7% \| 1,6% \| \| Усього автомобілів \| 1.914 шт. \| 1.811 шт. \| |           |           |
| Автомобілі, зареєстровані у місті, за призначенням |           |           |
| Рік | 2006 р.   | 2005 р.   |
| Приватні автомобілі | 60,6%     | 62,1%     |
| Мотоцикли | 14,4%     | 12,5%     |
| Вантажівки | 23,4%     | 23,6%     |
| Трактори | 0%        | 0,2%      |
| Автобуси та ін. | 1,7%      | 1,6%      |
| Усього автомобілів | 1.914 шт. | 1.811 шт. |

## Вживання каталанської мови
У 2001 р. каталанську мову у місті розуміли 97,9% усього населення (у 1996 р. - 98,7%), вміли говорити нею 82,9% (у 1996 р. - 
87%), вміли читати 82,3% (у 1996 р. - 85,3%), вміли писати 71,1
% (у 1996 р. - 61,5%). Не розуміли каталанської мови 2,1%.

## Політичні уподобання
У виборах до Парламенту Каталонії у 2006 р. взяло участь 748 осіб (у 2003 р. - 880 осіб). Голоси за політичні сили розподілилися таким чином:
| \| Вибори до Парламенту Каталонії \| Вибори до Парламенту Каталонії \| Вибори до Парламенту Каталонії \| \| Рік \| 2006 р. \| 2003 р. \| \| -------------------------------------- \| ------------------------------ \| ------------------------------ \| \| Конвергенція та Єднання (CiU) \| 38% \| 38,3% \| \| Соціалістична партія Каталонії (PSC) \| 28,3% \| 30,7% \| \| Народна партія (PP) \| 8,4% \| 8,5% \| \| Ініціатива за Каталонію — Зелені (ICV) \| 5,6% \| 6,4% \| \| Республіканська лівиця Каталонії (ERC) \| 14,2% \| 14,8% \| \| Громадяни — Громадянська партія (C's) \| 2,7% \| 0% \| \| Інші \| 2,8% \| 1,4% \| |         |         |
| Вибори до Парламенту Каталонії |         |         |
| Рік | 2006 р. | 2003 р. |
| Конвергенція та Єднання (CiU) | 38%     | 38,3%   |
| Соціалістична партія Каталонії (PSC) | 28,3%   | 30,7%   |
| Народна партія (PP) | 8,4%    | 8,5%    |
| Ініціатива за Каталонію — Зелені (ICV) | 5,6%    | 6,4%    |
| Республіканська лівиця Каталонії (ERC) | 14,2%   | 14,8%   |
| Громадяни — Громадянська партія (C's) | 2,7%    | 0%      |
| Інші | 2,8%    | 1,4%    |

У муніципальних виборах у 2007 р. взяло участь 979 осіб (у 2003 р. - 876 осіб). Голоси за політичні сили розподілилися таким чином:
| \| Муніципальні вибори \| Муніципальні вибори \| Муніципальні вибори \| \| Рік \| 2007 р. \| 2003 р. \| \| -------------------------------------- \| ------------------- \| ------------------- \| \| Конвергенція та Єднання (CiU) \| 43,7% \| 69,1% \| \| Соціалістична партія Каталонії (PSC) \| 8,9% \| 14,5% \| \| Народна партія (PP) \| 1,5% \| 0% \| \| Ініціатива за Каталонію — Зелені (ICV) \| 4,5% \| 16,4% \| \| Республіканська лівиця Каталонії (ERC) \| 37,6% \| 0% \| \| Громадяни — Громадянська партія (C's) \| 0% \| 0% \| \| Інші \| 3,8% \| 0% \| |         |         |
| Муніципальні вибори |         |         |
| Рік | 2007 р. | 2003 р. |
| Конвергенція та Єднання (CiU) | 43,7%   | 69,1%   |
| Соціалістична партія Каталонії (PSC) | 8,9%    | 14,5%   |
| Народна партія (PP) | 1,5%    | 0%      |
| Ініціатива за Каталонію — Зелені (ICV) | 4,5%    | 16,4%   |
| Республіканська лівиця Каталонії (ERC) | 37,6%   | 0%      |
| Громадяни — Громадянська партія (C's) | 0%      | 0%      |
| Інші | 3,8%    | 0%      |